# 사상초등학교
사상초등학교는 대한민국 부산광역시 사상구 덕포동에 있는 공립 초등학교이다.

## 학교 연혁
- 1918년 4월 1일 사립명진학교 설립
- 1920년 5월 5일 사상공립보통학교 개편(설립인가 4월 1일)
- 1938년 4월 1일 사상공립심상소학교로 개칭
- 1941년 4월 1일 사상공립국민학교로 개칭
- 1980년 3월 1일 삼덕국민학교 분리
- 1982년 3월 25일 괘법국민학교 분리
- 1983년 3월 25일 덕포국민학교 분리
- 1986년 8월 29일 학교 역사비 건립
- 1987년 10월 2일 교가 제정
- 1996년 3월 1일 사상초등학교로 개칭
- 1997년 10월 1일 급식소 준공
- 1998년 3월 1일 창진초등학교 분리
- 2007년 4월 12일 보건실 현대화 공사 완료
- 2007년 5월 1일 보육실 운영
- 2009년 2월 22일 꿈마루관 완공
- 2010년 9월 1일 제22대 윤성제 교장 부임
- 2011년 1월 28일 인조잔디 운동장 설치
- 2014년 9월 1일 제23대 박윤재 교장 부임
- 2015년 2월 26일 돌봄교실 리모델링
- 2016년 11월 24일 도서실 및 급식실 현대화
- 2018년 2월 20일 제98회 졸업식 총 55명
- 2018년 3월 1일 17학급 편성(특수 2학급. 다문화 예비 학교 1학급)

## 참고 자료
- 사상초등학교 - 한국교육학술정보원 학교알리미